# Federal Art Project
Il Federal Art Project era un programma del New Deal, perdurato fra il 29 agosto 1935 al 30 giugno 1943,  mirato a stipendiare i creatori di arti visive negli Stati Uniti d'America reduci dai danni economici causati dalla grande depressione.

## Caratteristiche
Ricordato per essere stata la più grande iniziativa artistica del New Deal, il Federal Art Project era uno dei cinque programmi a sostegno degli artisti negli USA (Federal Project Number One) gestiti dalla Works Progress Administration (WPA) di Holger Cahill ed era finanziato ai sensi dell'Emergency Relief Appropriation Act del 1935. Il Federal Art Project ed era atto a supportare i creatori di arti visive statunitensi che, in seguito alla grande crisi economica del 1929, si trovavano in difficoltà economiche.
Il Federal Art Project gestiva oltre cento centri artistici e ricreativi diffusi in tutto il Paese dove 10.000 artigiani e artisti lavoravano, esponevano le loro opere, e istruivano allievi. Il Federal Art Project portò alla creazione di 200.000 opere d'arte pubblica. Inoltre, il Federal Art Project si poneva come obiettivo quello di servirsi di un gruppo di ricerca per preservare e studiare il patrimonio artistico e culturale degli USA.
Benché facessero parte del New Deal, il Public Works of Art Project (1933–34), la Section of Painting and Sculpture (1934–43) e il Treasury Relief Art Project (1935–38), che erano gestiti dal Dipartimento del Tesoro degli Stati Uniti, non avevano nulla a che vedere con il Federal Art Project.